# Det röda fältet (film)
Det röda fältet (kinesiska: 紅高梁 ; pinyin: Hóng Gāoliáng) är en kinesisk film från 1987 baserad på romanen med samma namn av nobelpristagaren Mo Yan. Den utspelar sig i Shandong under andra kinesisk-japanska kriget och handlar om en kvinna som arbetar på ett destilleri för durrabrännvin.
Det röda fältet var Zhang Yimous debut som filmregissör och innebar hans stora  genombrott. Det var också skådespelaren Gong Lis första film.
Filmen belönades med Guldbjörnen vid Filmfestivalen i Berlin 1988 och ett flertal andra internationella priser, som silverpandan vid Festival des Films du Monde i Montreal 1989.

## Handling
Filmen utspelar sig i en by på landsbygden i Kinas östra provinsen Shandong under det andra sino-japanska kriget. Det berättas ur huvudpersonens dotterson synvinkel, som minns sin mormor, Jiu'er, 九儿 (Jiǔér). Hon var en fattig flicka, som av sina föräldrar sänts iväg till ett i förväg arrangerat äktenskap med en gammal man, Li Datou, ägare till ett destilleri.
Då hennes bröllopsfölje korsar ett fält med durra, blir de attackerade av en bandit. Den inhyrda "sedan"-bäraren kämpar dock ned angriparen. Mannen ger sig av när hon når fram till vingården. Han dyker åter upp, medan Jiu'er är på väg tillbaka till sitt föräldrahem, och han fångar in henne efter en kort jakt. Han rensar sedan undan lite durra, varpå paret engagerar sig i samlag.
Efter det att maken blivit mystiskt mördad, tar den unga änkan över destilleriverksamheten, som kommit av sig under de hårda tiderna. Hon inspirerar arbetarna att ta nya tag och vara stolta över sitt vin, och möter åter mannen som räddade hennes liv. Han anländer berusad och försöker lägra henne, och säger att han ämnar sova i hennes rum, men hon kastar ut honom. Han sover i ett vinfat i tre dagar, medan några banditer kidnappar Jiu'er och kräver lösen, som destilleriarbetarna betalar.
Senare kommer mannen tillbaka än en gång, när de tillverkat sitt första nya parti av spriten. Han tar fyra spritkar och urinerar i dem med avsikten att förarga Jiu'er. På något sätt har dock hans urin lett till att spriten fått bättre smak än någonsin tidigare.
Kriget börjar och kejserliga japanska arméns trupper invaderar området. De japanska soldaterna torterar och dödar Luohan, varpå Jiu'er sporrar arbetarna att hämnas hans död. I den tidiga gryningen arrangerar de ett bakhåll och Jiu'er blir beskjuten med maskingevärseld av japanerna. Bakhållet förstörde de japanska lastbilarna och eliminerade soldaterna.

## Medverkande
- Gong Li – "Min farmor"
- Jiang Wen – "Min farfar"
- Ten Rujun – Farbror Luohan
- Ji Cunhua – En rövare